# Gambrills (Maryland)
Gambrills es un lugar designado por el censo ubicado en el condado de Anne Arundel en el estado estadounidense de Maryland. En el Censo de 2010 tenía una población de 2.800 habitantes y una densidad poblacional de 142,23 personas por km².

## Geografía
Gambrills se encuentra ubicado en las coordenadas 39°5′34″N 76°39′4″O / 39.09278, -76.65111. Según la Oficina del Censo de los Estados Unidos, Gambrills tiene una superficie total de 19.69 km², de la cual 19.69 km² corresponden a tierra firme y (0%) 0 km² es agua.

## Demografía
Según el censo de 2010, había 2.800 personas residiendo en Gambrills. La densidad de población era de 142,23 hab./km². De los 2.800 habitantes, Gambrills estaba compuesto por el 82.71% blancos, el 8.64% eran afroamericanos, el 0.43% eran amerindios, el 5.29% eran asiáticos, el 0% eran isleños del Pacífico, el 0.64% eran de otras razas y el 2.29% pertenecían a dos o más razas. Del total de la población el 4.04% eran hispanos o latinos de cualquier raza.